# 萊斯特峰
萊斯特峰（英語：Leister Peak）是南極洲的山峰，位於瑪麗伯德地，處於厄爾利海崖以北6公里，屬於科勒嶺的一部分，美國地質調查局根據測量和該國海軍的空中照片繪入地圖，現時由南極條約體系管理。